# Walter Henrique de Oliveira
Walter Henrique de Oliveira (nacido el 21 de octubre de 1968) es un exfutbolista brasileño que se desempeñaba como centrocampista.
Jugó para clubes como el Júbilo Iwata, Honda FC, Consadole Sapporo y Montedio Yamagata.

## Trayectoria

### Clubes
| Club              | País  | Año         |
| ----------------- | ----- | ----------- |
| Júbilo Iwata      | Japón | 1993 - 1994 |
| Honda FC          | Japón | 1995 - 1997 |
| Consadole Sapporo | Japón | 1998        |
| Montedio Yamagata | Japón | 1999        |